# (727) Nipponia
(727) Nipponia est un astéroïde de la ceinture principale.

## Description
(727) Nipponia est un astéroïde de la ceinture principale. Il fut découvert le 11 février 1912 à Heidelberg par Adam Massinger. Il fut nommé en honneur de Nippon, le nom japonais du Japon. Il présente une orbite caractérisée par un demi-grand axe de 2,57 UA, une excentricité de 0,11 et une inclinaison de 15,1° par rapport à l'écliptique.